# Pape Meïssa Ba
Pape Meïssa Ba (* 4. Juli 1997 in Dakar) ist ein senegalesischer Fußballspieler auf der Position eines Stürmers. Seit Januar 2025 steht er beim FC Schalke 04 unter Vertrag.

## Vereinskarriere

### Anfänge im Senegal
Ba wurde am 4. Juli 1997 in Dakar geboren. Er fing mit dem Fußballspielen in der Jugendmannschaft des AS Dakar Sacré-Cœur, in seiner Geburtsstadt Dakar, an. Bis 2015 durchlief er die dortigen Jugendmannschaften. Ab 2015 stand er im Kader des AS Dakar Sacré-Cœur. 2017 gelang der Aufstieg von der zweitklassigen Ligue 2 in die Senegal Premier League.

### Wechsel nach Frankreich
Am 23. Februar 2019 unterschrieb Ba Vertrag beim ES Troyes AC und wurde anfänglich in der zweiten Mannschaft eingesetzt, wo er in 16 Spielen sechs Tore erzielte. Am 8. November 2019 gab er sein Ligapflichtspieldebüt beim 0:0-Unentschieden gegen die AS Nancy. Von 2019 bis 2021 machte er insgesamt 20 Ligaspiele für die erste Mannschaft und erzielte drei Tore. Am 31. Januar 2021 schloss er sich den Drittligisten Red Star Paris an. In 46 Spielen gelangen Ba 24 Tore. In der Saison 2021/22 wurde er mit 21 Toren Torschützenkönig.
Dank seinen starken Leistungen empfahl sich Ba für höhere Aufgaben und wechselte im Juni 2022 zu Grenoble Foot in die zweite französische Liga. Dort hatte er anfängliche Schwierigkeiten und erzielte erst am achten Spieltag sein erstes Ligator. Am 12. Spieltag erzielte er sein zweites Tor. Es blieb sein letztes Tor in dieser Spielzeit, sodass er in 35 Ligaspielen zwei Tore schoss. In der folgenden Spielzeit gelangen Ba in 34 Spielen elf Tore. Bis zur Winterpause der Saison 2024/25 erzielte er in 18 Ligaspielen zehn Tore.

### FC Schalke 04
Am 29. Januar 2025 vermeldete der Zweitligist FC Schalke 04 die Verpflichtung von Ba und dass er mit einem Vertrag bis zum 30. Juni 2028 ausgestattet wurde. Youri Mulder stellte bei der Vorstellung klar, dass „21 Tore in eineinhalb Jahren für Grenoble bemerkenswert“ seien. Am 1. Februar 2025, dem 20. Spieltag im Heimspiel gegen den 1. FC Magdeburg, gab er sein Pflichtspieldebüt, als er in der 65. Minute für Max Grüger eingewechselt wurde. Er bereitet nur wenige Minuten später ein Tor durch Adrian Gantenbein vor. Am 16. Februar 2025 erzielte er sein erstes Tor für Schalke beim 2:1-Heimsieg gegen den Karlsruher SC.